# Albertino Everyday
Albertino Everyday (in precedenza intitolato 50 Songs Everyday) è una trasmissione radiofonica in onda su Radiom2o dal 1º aprile 2019 dal lunedì al venerdì dalle 17.00 alle 19.00 condotta da Albertino. Fino a marzo 2019 andava in onda dal lunedì al venerdì nella fascia del primo pomeriggio su Radio Deejay inizialmente per due ore dalle 14 alle 16, dalla stagione 2016/2017 fino alle 15.30.

## Storia
La trasmissione inizia nell'estate 2014 con il titolo 50 Songs Everyday ereditando la fascia oraria di Asganaway, programma condotto fino a poco tempo prima da Albertino, Wender, Paolo Noise e Fabio Alisei. La trasmissione è nata da una costola di 50 Songs (il titolo 50 Songs Everyday la distingueva dalla versione del weekend del programma) per poi cambiare titolo in Albertino Everyday dal settembre 2015. Come da tradizione per l'orario nel quale va in onda (quello del primo pomeriggio), il programma propone il meglio della musica dance e house del momento, lanciando nuovi successi e riproponendo le hit del passato. Il programma viene premiato nel settembre 2015 dalla rivista  DJ Mag Italia come migliore  trasmissione radiofonica, e Albertino come il personaggio più influente nel mondo della musica in Italia.
La regia è curata da Dj Shorty, affiancato da Mario Fargetta dal 2016.
Da settembre 2016, il programma va in onda dalle 14.00 alle 15.30 e si aggiungono al cast del programma Alessandro Lippi e Wad.
Il 25 febbraio 2019 Albertino annuncia in onda la conclusione della trasmissione su Radio Deejay e il suo passaggio dal 1º aprile a m2o, della quale è direttore artistico.
Dal 1 aprile 2019, il programma va in onda dalle 17 alle 19 su Radiom2o con la regia di Dj Shorty e Mario Fargetta, la conduzione di Albertino e la partecipazione di Alessandro Lippi ed Eleonora Ginger Russo.
Il programma continua a distinguersi anche nel drive time per il ritmo e le curiosità intorno al mondo della musica dance, in tutte le sue sfaccettature.